# Corry Berger
Corry Tanja Berger (Bad Soden, 9 gennaio 1982) è un'ex cestista tedesca.
Alta 192 cm, giocava come centro.

## Carriera
Nel 2007 è stata convocata per gli Europei in Italia con la maglia della Germania.